# 清水規矩
清水 規矩（しみず のりつね、1890年（明治23年）2月10日 - 1968年（昭和43年）1月19日）は、日本の陸軍軍人。最終階級は陸軍中将。

## 経歴
福井県出身。小学校教員・清水武兵衛の三男として生れる。武生中学校、名古屋陸軍地方幼年学校、中央幼年学校を経て、1911年（明治44年）5月、陸軍士官学校（23期）を卒業。同年12月、歩兵少尉に任官し歩兵第36連隊付となる。1918年（大正7年）11月、陸軍大学校（30期）を卒業。
1919年（大正8年）4月、参謀本部付勤務となり、参謀本部員、陸軍兵器本廠付兼軍務局課員などを経て、1923年（大正12年）9月、リガ（ロシア）駐在となり、次いでドイツに駐在。帰国後、1927年（昭和2年）8月、参謀本部員となり、近衛歩兵第4連隊付、参謀本部員、陸軍技術本部付兼軍務局課員などを歴任し、1934年（昭和9年）8月、陸軍大佐に昇進し参謀本部課長に就任。兼軍令部員、歩兵第73連隊長を経て、1937年（昭和12年）8月、侍従武官に就任。在任中、1938年（昭和13年）3月に陸軍少将、1940年（昭和15年）12月、陸軍中将に進んだ。
1941年（昭和16年）3月、第41師団長に親補され中国に出征し太平洋戦争を迎えた。1942年（昭和17年）5月、予備役に編入され、同年7月、教育総監部本部長となり、南方軍総参謀長、第7方面軍参謀長を経て、第5軍司令官として満州防衛に当たり、対ソ防衛戦を戦い終戦を迎え、シベリア抑留となった。1948年（昭和23年）1月31日、公職追放仮指定を受けた。1956年（昭和31年）12月にソ連から復員。

## 栄典
勲章
- 1940年（昭和15年）8月15日 - 紀元二千六百年祝典記念章[2]
- 1941年（昭和16年）4月11日 - 勲二等瑞宝章[3]